# Носиков, Авигдор Моше
Авигдор Моше Носиков (род. 13 мая 1986, Ленинград) — раввин города Дортмунд в Германии, с 2010 по 2022 год — главный раввин Воронежа и Воронежской области.

## Биография
Авигдор Носиков родился в 1986 г. в Ленинграде. С 1991 года жил в Израиле, где обучался в Иерусалимской гимназии «Мей Боер». Затем, в период с 2001 по 2004 он получает высшее религиозное образование в еврейской духовной академии «Кохав ми Яков-Тшебин». После окончания учёбы Авигдор возглавляет еврейскую русскоязычную общину в городе Арад, а в 2006 году получает звание раввина.
В феврале 2010 г. по приглашению Воронежской еврейской религиозной общины возвращается в Россию на должность раввина города Воронеж и Воронежской области. В начале 2022 года, вскоре после начала Войны в Украине Авигдор покинул Россию и сложил с себя полномочия раввина Воронежской области.
В сентябре 2022 года переехал в Германию, заняв должность раввина в еврейской общине г. Дортмунд

## Главный раввин Воронежа
Начиная с 2010 года Авигдор Носиков являлся раввином города Воронеж и Воронежской области, где работал над созданием условий для еврейской жизни жителей города и области.
В 2011—2013 гг. в общине были проведены работы по сохранению, описанию (в том числе создания цифрового реестра в Интернете) и восстановлению еврейских кладбищ Воронежа и Воронежской области.
При содействии Авигдора Носикова, в 2014 году в городе была восстановлена Воронежская Синагога, которая является памятником культуры Воронежской области.
Затем, в 2015 году был реализован проект по сооружению Миквы при Синагоге. За реализацию этого проекта раввин Носиков был награждён грамотой международного фонда «Керен Миквоес».
Помимо создания инфраструктуры для религиозной жизни Авигдор Носиков представлял интересы Воронежской общины в межконфессиональном совете Областной Думы Воронежской Области.
С 2011 года Авигдор Носиков представлял Российскую Федерацию в Европейском Еврейском Парламенте.
В начале 2022 года, вскоре после вторжения России в Украину, Авигдор Носиков уехал из страны. В августе 2022 ушел в отставку с должности главного раввина Воронежа и Воронежской области.

## Организации
- Член Совета раввинов Европы
- Участник Конференции ортодоксальных раввинов Германии[4]

В прошлом:
- Член Российского еврейского конгресса
- Член межконфессионального совета областной думы Воронежской области
- Член благотворительной организации Хесед Нехама
- Член межконфессионального совета УФСИН Воронежской области
- Депутат Европейского Еврейского Парламента от РФ

## Почётные награды
- В октябре 2014 года награждён благодарственным письмом Правительства Воронежской области.
- 10 июня 2016 г. губернатор Воронежской области Алексей Гордеев наградил Авигдора Моше Носикова Почётным знаком Правительства Воронежской области «Благодарность от земли Воронежской».
- 12 марта 2019 года награждён медалью «140 лет УИС России»[5]